# Agui (Mandchou)
Pour les articles homonymes, voir Agui.
Agui (mandchou : ᠠᡤᡡᡳ, romanisation : agūi ; translittération en chinois : 阿桂 ; pinyin : āguì), né le 7 septembre 1717 et décédé le 10 octobre 1797, est un officiel mandchou de la bannière bleue des huit bannières de la dynastie Qing. Après avoir travaillé au gouvernement, à la pacification du Xinjiang, il est passé à la bannière blanche.

## Œuvres
- 平定兩金川方畧 (四庫全書本) (« Bréviaire pour pacifier les deux bords du fleuve d'Or »)